# Militärbeamter
Als Militärbeamte bezeichnete man Angehörige der Streitkräfte, die vorwiegend auf administrativem Gebiet tätig waren. Sie hatten einen militärischen Rang, dessen rechtliche Stellung aber durch das Beamtenrecht geregelt war.
Die historischen Wurzeln des Militärbeamtentums reichen in die Zeit zurück, als die stehenden Heere aufkamen und sich die Notwendigkeit ergab, ständige militärische Einrichtungen besonders für die administrative, finanzielle und materiell-technische Sicherstellung der Armeen zu schaffen und sie mit Kräften zu besetzen, die die erforderlichen Spezialkenntnisse (z. B. auf dem Gebiet der Verwaltung, des Rechnungswesens, der Magazinversorgung) hatten. Einen weiteren Schub erhielt ihre Zahl regelmäßig, wenn in einem Heer die Kompaniewirtschaft abgeschafft wurde. Ihre Zahl, Bedeutung und Verwendungsgebiete haben sich in der Folgezeit immer mehr erweitert.  
Sie wurden vor allem im Verwaltungsdienst, in Intendanturen, im Justiz-, Bildungs- und Veterinärwesen, in technischen und wissenschaftlichen Einrichtungen sowie in der Militärseelsorge verwendet. Je nach Dienststellung und Rang waren die Militärbeamten entweder dem militärischen Vorgesetzten oder diesem und gleichzeitig dem vorgesetzten Beamten unterstellt. 
Neben den Militärbeamten gab es in den Armeen außerdem Zivilbeamte der Militärverwaltung ohne militärischen Rang.

## Militärbeamte in Deutschland
Status und rechtliche Stellung der Militärbeamten wurden durch gesetzliche Bestimmungen geregelt, von denen für die preußische Armee das Militärpensionsreglement für Offiziere und Militärbeamte vom 13. Juni 1825 galt. Ab der Reichseinigung galten für Militärbeamte im Deutschen Heer und der Kaiserlichen Marine das Gesetz, betreffend die Rechtsverhältnisse der Reichsbeamten vom 31. März 1873 sowie die Verordnung, betreffend die Klasseneintheilung der Militärbeamten des Reichsheeres und der Marine vom 29. Juni 1880 (und die folgenden Änderungen derselben). Diese Regelungen unterschieden Militärbeamte in obere Militärbeamte und untere Militärbeamte. Als obere Militärbeamte wurden solche im Offiziersrang gezählt, während die übrigen zu den unteren Militärbeamten zählenden im Feldwebelrang standen.